# 만화 카페

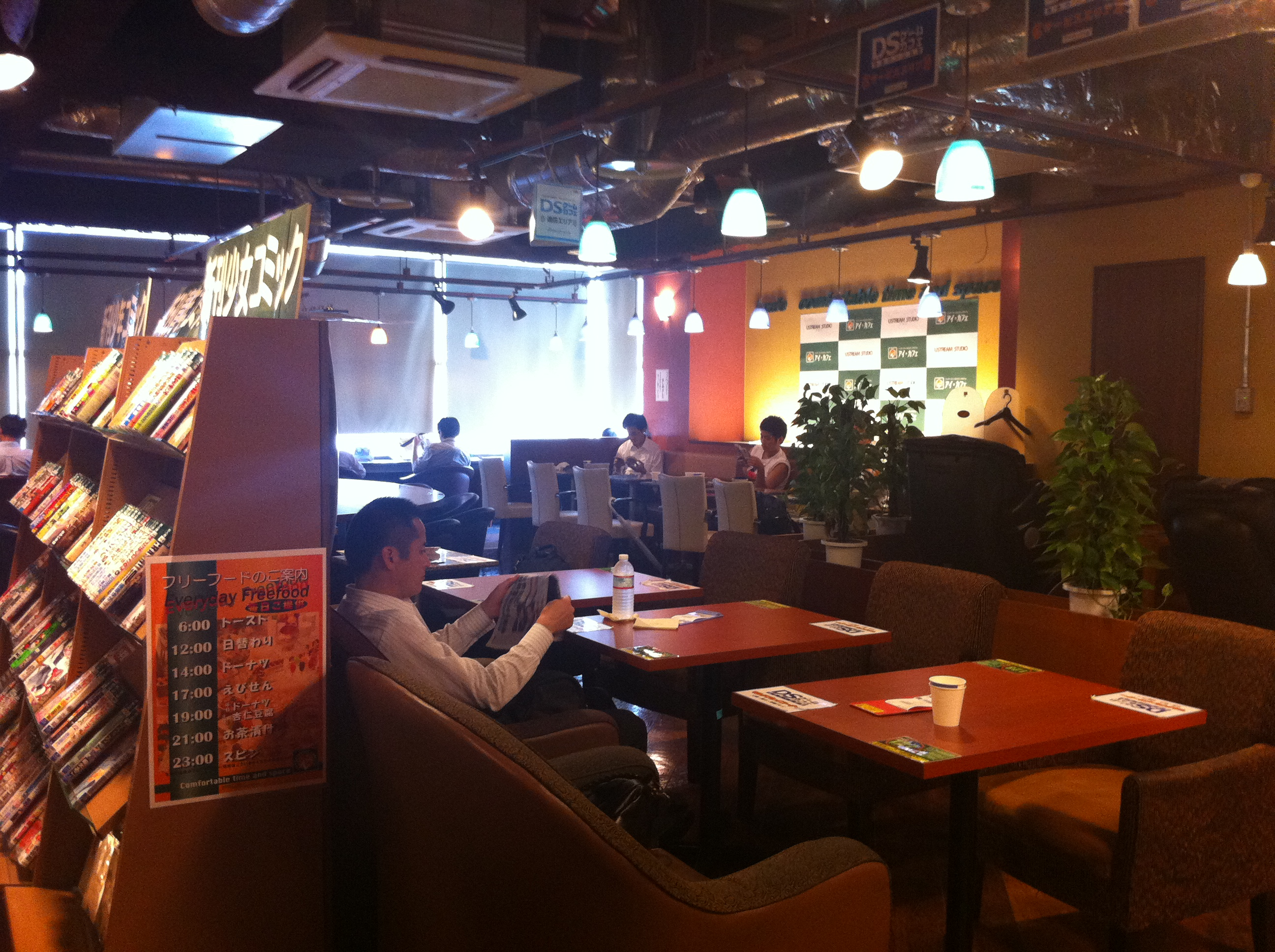
도쿄 지요다구에 있는 만화 카페

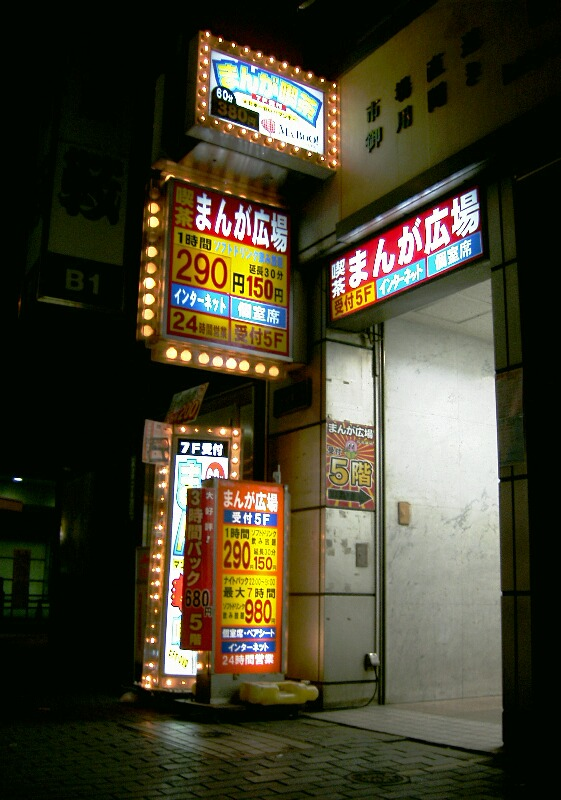
도쿄에 있는 만화 카페

만화 카페는 사람들이 만화를 읽을 수 있는 일본에서 유래한 카페의 일종이다. 사람들은 카페에 머무는 시간에 대해 돈을 지불한다. 대부분의 만화방은 인터넷 카페와 같은 인터넷 카페를 제공하며, 그 반대의 경우도 마찬가지이다. 부가 서비스에는 비디오 게임, 텔레비전, 스낵/음료 자판기 등이 포함된다. 일반적으로 일본의 카페와 마찬가지로 흡연이 허용된다.
처음 30분 동안의 비용은 일반적으로 100엔에서 300엔 사이이다. 더 큰 시간 블록은 보통 할인된 요금으로 이용할 수 있다. 일부 만화방은 1박을 제공한다. 대한민국과 일본에 주로 널리 퍼져 있으며, 프랑스에서도 최근 전통적인 공공도서관 등의 대안으로 만화 카페가 생겨나기 시작했다.

## 같이 보기
- 북카페